# Cyptochirus
Cyptochirus là một chi bọ cánh cứng thuộc họ Scarabaeidae.